# Libijski arapski
Libijski arapski (ISO 639-3: ayl), jedan od 35 arapskih jezika koji se govori od nekih 4,5 milijuna ljudi na području sjeverne Libije (većina), i manjim dijelom u Egiptu 300 000 (1996) i 5 000 u Nigeru (1998).
Postoji nekoliko dijalekata; tripolitanski, južnolibijski, istočnolibijski, zapadnoegipatski bedawi arapski. U Egiptu se govori od Aleksandrije do libijske granice.

## Vanjske poveznice
- Ethnologue (14th)
- Ethnologue (15th)